# Skovby (Ærø)
 For alternative betydninger, se Skovby (flertydig). (Se også artikler, som begynder med Skovby)
Skovby er en landsby på Ærø, ca. fire kilometer sydøst for Søby. Byen har formodentlig fået sit navn fordi der oprindelig har været en større skov i området. Skovby hører til Ærø Kommune i Region Syddanmark. Af erhvervsvirksomheder er der en smedeforretning, vognmandsfirma, catering grossist-forretning, gallerier og to kunsthåndværkere. Skovbys børnefamilier har i samarbejde med Ærø Kommune i den vestlige del af landsbyen oprettet et friluftsområde med legeplads, boldbane og grillfaciliteter, i daglig tale kaldet "Legepladsen". Omkring halvdelen af husene er stråtækte og overvejende bindingsværkshuse fra første halvdel at 19. århundrede. Den øvrige del er fra omkring århundredeskiftet, og kun enkelte nyere huse eller avlsbygninger ses i byen.
Skovby er en langstrakt, slynget vejby mod sydøst og forteby i den midterste del. Den nordvestligste del af byen består af spredte huse og udflyttede gårde. Muligheden for kreaturvanding har været bestemmende for, at byens gårde overvejende ligger eller har ligget (ca. halvdelen er flyttet ud) langs sydsiden af bygaden ud til vådområdet, mens boliger og småerhverv er spredt i resten af byen. Midtbyen er dannet omkring en udposning på bygaden, med Skovbygade, Persillestræde, Smedegyden og (den østlige del af) Skovbygyden. Vejarealerne er blevet afgrænset, efterhånden som midtbyen er blevet opdelt i parceller, hvilket formentlig er sket omkring år 1800, hvor sandsynligvis også Skovbygyden er ført igennem mod vest til Skovbygade.

## Historie
Skovby blev første gang 1442 nævnt som Schobu, hvor den blev udskilt fra Bregninge, men landsbyen er sandsynligvis allerede blevet udskilt i slutningen af vikingetiden.
De første Skovbybønder har enten været selvejere eller fæstebønder. 1533 var der 20 skattepligtige bønder i Skovby. Herregården Søbygaard, vest for Skovby, blev oprettet af hertug Hans den Yngre. I perioden 1571 til 1584 overtog hertug Hans alle Skovbys gårde. Efter opførelsen af Søbygaard i 1580 blev alle Skovbys bønder tvunget til at udføre hoveri på hovedgårdens marker. 1729 overlod den sidste arving Søbygaard til kong Frederik 4.. Kronen samlede omkring 1750 hele Ærø under sit ejerskab. I 1774 blev landboreformen også gennemført i Skovby. Søbygaards jorde blev delt i mindre parceller. Bønderne skulle dog fortsat svare afgifter som fæstebønder, men allerede i 1787 fik alle fæstegårde ejendomsret over deres gårde og blev selvejere. Før udskiftningen lå alle gårde inde i Skovby. Der blev trukket lod om hvem der skulle bygge gården ude ved markerne. Efter udskiftningen i Skovby lå dammene og moserne og halvdelen af Nørre Kohave tilbage til fælles brug. Det gik dog langsomt med udflytningen af gårdene fra Skovby til Nørremarken i modsætning til Søndermarken, der efterhånden blev udbygget med gårde ved landevejen. Omkring 1820 blev de første udflyttergårde bygget i Nørre Skovbymark. I 1803 var der i Skovbyområdet 66 husstande, i 1831 76.
På den grønne trekant står Skovbystenen, som blev fundet 1994 og bærer indskriften PN, der måske er initialerne på en bonde, der engang har levet på stedet. Stenens oprindelige plads kendes ikke, men omkring 1820 blev den anbragt som møddingssten ved en gård i Skovby, og her har den ligget med inskriptionen nedad. 1944 blev møddingen sløjfet og den daværende ejer opdagede de mærkelige tegn på stenen og lagde den til side bagest i haven. På grund af b-runen kan indskriften tidligst være fra middelalderen (efter ca. 1100), men den kan meget vel være fra senere tid — indtil 1820.
2001 blev der på samme sted placeret en mulig helleristningssten fra bronzealderen, fundet ved Blakstens Odde.
Skovby-Søby Andelsmejeri blev oprettet 1894. Mejeriets første formand (1894-1896) var gårdejer P. Pedersen, Skovby. 1916 var der 152 leverandører med i alt ca. 751 malkekvæg. 1960 blev mejeriet omdøbt til Skovby-Søby Andelsmejeri. 1980 blev mejeriet nedlagt, og var dermed det sidste mejeri på Ærø. Magnus Sækmose var mejeribestyrer fra 1966 og til 1980. Transformerstationen fra 1935 overfor mejeriet, var den første der blev opført på Ærø.
Høkeren i Skovby. Efter at havde overtaget moderens høkerforretning, byggede Jens Christian Eriksen et hus med forretning i Skovbygade. Jens Christian Eriksen døde i en tidlig alder, og hans hustru Karen Eriksen drev den videre. 1950 overtog sønnen, Hans Ejler Eriksen, høkerforretningen. 1970 blev forretningen udvidet med en tilbygning og var nu en selvbetjeningsbutik. I 2007 ophørte han med at drive forretningen, men bor stadig i huset. Høkeren har stadig en rolle i Skovby-samfundet. For ligesom dengang "høkeren" stadig var en driftig butik, hvor Skovby-børnene - og i øvrigt altid oplevede enhver handel afsluttet med: "Så tag et stykke slik", er det stadig her, mændene mødes fredag aften for lige at få et overblik over verdenssituationen - og i særdeleshed situationen i Skovby og omegn.

## Seværdigheder
- Runestenen Skovbystenen blev i 1994 placeret på "den grønne trekant" øst for "høkeren".
- Skovbys gamle huse og gårde er overvejende restaureret i den oprindelige stil.
- Sandemandsgården er en gård fra omkring 1830 bestående to længer sammenbygget i vinkel og med en lille fritliggende bygning i vest. Bygningerne har alsiske/sønderjydske proportioner. Et andet træk fra "hertugdømmerne" er at bageovn og gruekedel findes i det lille fritliggende hus. Der er eternittag på stald og ladelængen, men ellers fremstår gården velbevaret med oprindelige døre og vinduer i stuehuset. Haven har mange af sine gamle ”landbohavetræk” i behold. Navnet ”Sandemandsgården” kan henføres til en tidligere ejers, funktion som en kongeligt udnævnt ”sandemand”, som var en slags dommer ved en birkeret.
- Den gamle smedje ved siden af smedeforretningen, er bevaringsværdig
- Husmandsstedet på Skæphøjvej et originalt husmandssted fra 1900.
- Sandhusene i Skovby er kendt for sine mange bevarede sandhuse. Et sandhus er en bygning på omkring to meter på hver led, og højden vil som regel være fra halvanden til to meter og med beton, tegl eller træ-tag. Den eneste åbning er en lem på en halv meters bredde og cirka en meter i højden. Husene er bygget til opbevaring af sand, som man hentede på stranden, helst et stykke ude ved lavvande. Det hvide sand blev brugt til at strø over hjemmenes nyskurede gulve og til rensning af trætrug og træskeer i køkkenet.
- Herregården Søbygård fra 1580, med voldanlægget Søby Volde og naturområdet Vitsø Nor, ligger ca. 3 km vest for Skovby.
- Badestranden "Skåret", er beliggende 3 km mod øst. Skovbys beboerforening vedligeholder badebro, bænke og borde, grillplads, teltplads og en shelter.

- Svendemosetippen, sydøst for Skovby er et udsigtspunkt med udsigt over det sydfynske øhav. Der er bord og bænke. Der er adgang til Svendemosetippen via Øhavsstien.
- Achton Friis 1923 i De Danskes Øer: "Et er, som om den skønne Ø i et Glimt aabenbarer sin Sjæl for mig her, hvor jeg staar — som om den paa dette Sted lader Tiden staa stille, mens den drømmer om sin glemte Fortid og om sine Minder. Tager man fra Søby ad Bivejen østpaa langs Kysten, kommer man gennem de tætliggende smaa Landsbyer Havrekobbel, Skjelhave, Snurrelykke og Stæremose og gennem den større Skovby. Havrekobbel er ligesom en anden Landsby paa Øen, Lebykobbel, mærkelig ved sin slesvigske Navneendelse, et Minde om disse Landsdeles historiske Samhørighed gennem Hundreder af Aar. For hver af de fem nævnte Byer, man kommer igennem, fordobles Indtrykket af Idyl; hvert Øjeblik tror man, at nu maa Kulminationen endelig være naaet, men nej! Ved næste Svingning af Vejen kommer nye, stærkere Skønhedsindtryk. Vejen mellem Stæremose og Skovby er en Aabenbaring; man staar af Cyklen for hver hundrede Alen, nænner ikke at køre forbi, nænner knap at forlade de forskellige Steder man staar paa, for at komme videre. — „Lundby og Købke“, siger man stille for sig selv — Danmark for hundrede Aar siden! Saaledes som det har været næsten overalt paa vore yndige Øer, men nu næsten ingen Steder er mere."

## Kendte personer
- Forfatteren og tv-produceren Thomas Winding (1936-2008) boede i flere perioder i Skovby, og en række af hans tv-produktioner er optaget i og omkring byen, bl.a. Farvel, jeg hedder Kurt og Nissen i Træet. Windings datter, sangerinden Alberte Winding, er opvokset i byen.
- Grundlæggeren af Energi Benzin, Svend Aage Secher.

## Galleri
- Et tidligere husmandssted med stald og lade i samme hus
- Et ældre bindingsværkshus
- Et ældre dobbelthus
- Den gamle smedje (nedlagt)
- Gammel gård med en bevaret gårdsplads
- Købmand (nedlagt, nu bolig)
- Sandemandsgården
- Vejen ned til badestranden "Skåret", med Det Fynske Øhav i baggrunden.